# 위화구 (창사시)

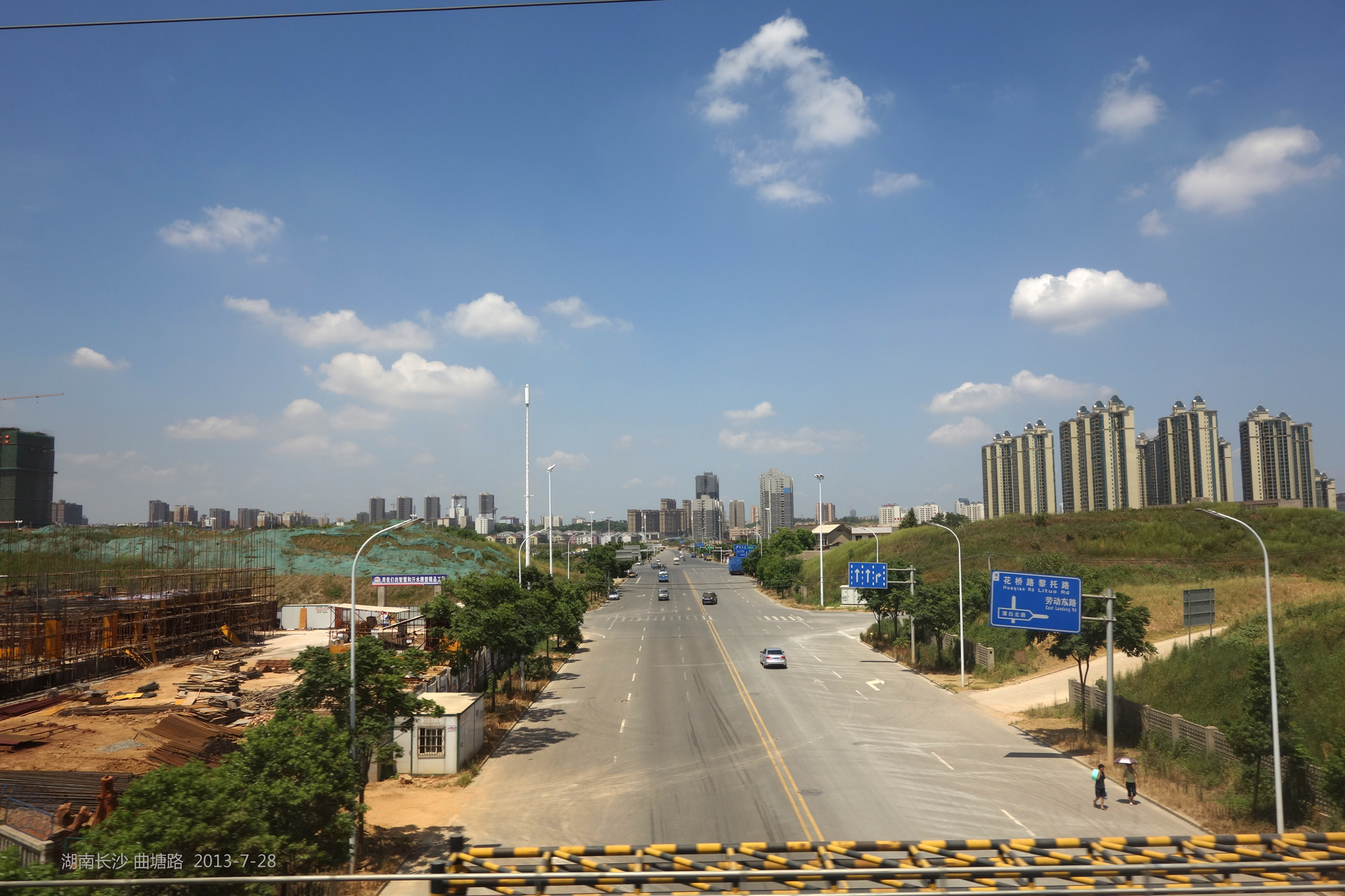

위화구(한국어: 우화구, 중국어: 雨花区, 병음: Yǔhuā Qū)는 중화인민공화국 후난성 창사 시의 현급 행정구역이다. 넓이는 114km2이고, 인구는 2007년 기준으로 520,000명이다.

## 행정 구역
8개 가도, 1개 진, 1개 향을 관할한다.
- 가도: 侯家塘街道, 左家塘街道, 圭塘街道, 砂子塘街道, 东塘街道, 雨花亭街道, 高桥街道, 井湾子街道.
- 진: 洞井镇.
- 향: 黎托乡.